# Adaptiv
Adaptiv是英国贝宜系统公司开发的一种主动伪装技术，用于保护军用车辆不被遠紅外夜視鏡探测到，提供红外隐身功能。它由一个六边形珀尔帖板阵列组成，可以快速加热和冷却，以形成任何所需的图像，如自然背景或非目标物体的图像。其目标是开发隐形地面车辆。

## 技术
2011 年，贝宜系统发布了Adaptiv红外軍事偽裝技术，并将其比喻为 “热电视屏幕”。它使用约1000块六边形面板覆盖坦克或运兵车等裝甲戰鬥車輛的侧面。红外摄像机不断收集车辆周围的热图像。珀尔帖板迅速加热和冷却，以匹配背景（如森林）或热隐形系统“库 ”中的某个物体（如卡车、汽车或大石头）的温度。该系统能够在车辆行驶过程中收集并显示热图像。其结果是“隐形”车辆，使其无法被热探测夜视设备（热成像摄像系统）探测到。
保護方面，面板可以显示车辆背景的红外图像；该图像可以随着车辆的移动而更新。摹仿方面，可以从Adaptiv库中检索所选物体（如汽车）的图像，并将其叠加到背景上。图中显示的是Adaptiv利用面板的一部分模仿一辆四轮驱动汽车，而面板的其余部分则是隐蔽的，模仿自然背景。据说这项技术可以将车辆被探测到的范围缩小到500米以内。
构成Adaptiv像素的面板为六边形，宽约5.5英寸（14厘米）。它们坚固耐用，可增强车辆的装甲性能。该系统允许操作员从车辆或其他物体上 “抓取 ”热图像进行显示。
Adaptiv由BAE Systems AB在瑞典恩舍尔兹维克的生存能力项目开发，最初用于CV90裝甲戰鬥車步兵战车。该公司还开发了更轻的版本，并在直升机上进行了测试。用于舰船的版本原则上可以使用更大的面板。2010年，以色列公司Eltics在早期阶段开发了一个类似的系统原型。